# Vincenzo Ottaviani
Vincenzo Ottaviani (Mercatale di Sassocorvaro, 2 agosto 1790 – Urbino, 22 dicembre 1853) è stato un medico, micologo e botanico italiano, fondatore dell'Orto botanico dell'Università di Camerino, probabilmente "il primo micologo dello Stato pontificio".

## Biografia
Laureato in medicina nel 1814 all'Università di Urbino, dopo diversi viaggi di studio a Roma, Napoli e Firenze, nel 1826 fu chiamato ad insegnare chimica e botanica presso la facoltà di medicina dell'Università di Camerino. Una volta arrivato, s'impegnò nella fondazione dell'orto botanico, che considerava di grande importanza sia per la ricerca che per l'insegnamento della botanica farmaceutica. Il 9 aprile 1828, l'orto botanico fu istituito con chirografo pontificio e il 28 aprile venne approvata la concessione del terreno individuato da Ottaviani in enfiteusi alla città di Camerino. 
Oltre che medico, fu botanico (si occupò di piante medicinali, flora fanerogamica, alberi e arbusti) e micologo, dedicando particolare interesse allo studio degli ascomiceti e dei basiodiomiceti. Scrisse, senza pubblicarlo, un manuale sui funghi commestibili nello Stato pontificio per il quale realizzò anche le illustrazioni, una serie di 620 tavole disegnate a colori. Il manuale intitolato Memoria sui funghi prataioli e sui molti casi di avvelenamento che vengono loro imputati fu stampata a Roma nel 1839. Nella sua Monographia tuberacearum edita a Milano nel 1831, Carlo Vittadini dedicò a Ottaviani il genere di funghi ipogei Octaviania (attualmente Octavianina), dando il nome alla famiglia Octavianinaceae, funghi appartenente all'"ordine Boletales".
Nel 1841 venne richiamato all'Università di Urbino. Morì il 22 dicembre 1853.

## Opere
- Raccoglitore medico di Fano, Camerino[5]
- Annali medico-chirurgici, Roma
- Repertorio medico-chirurgico, Perugia
- Memoria sui funghi prataioli e sui molti casi di avvelenamento che vengono loro imputati, Roma (1839)